# Oliver Röpke
Oliver Röpke (ur. 9 stycznia 1971) – austriacki działacz w związkach zawodowych i prawnik. Od 26 kwietnia 2023 roku przewodniczący Europejskiego Komitetu Ekonomiczno-Społecznego.

## Życiorys

### Wczesne lata
W 1990 roku ukończył szkołę średnią w Hittfeld pod Hamburgiem. Następnie podjął studia prawnicze na Uniwersytecie Wiedeńskim, równolegle pracuj
ąc jako pracownik magazynu maszyn rolniczych w miejscowości Meckefeld. W 1996 roku ukończył studia magisterskie i został przyjęty na stanowisko doktoranta. W 1997 roku odbył praktyki zawodowe w sądzie rejonowym oraz w sądzie pracy w Wiedniu. Następnie pracował na stanowisku eksperta w Austriackiej Izbie Pracy w Wiedniu. Na początku 2000 roku ukończył seminaria doktoranckie. Wtedy też został kierownikiem działu prawnego Związku Zawodowego Hoteli, Gastronomii i Usług Osobistych (jednego ze związków wewnątrz Austriackiej Federacji Związków Zawodowych (ÖGB)), gdzie do jego obowiązków należało: doradzanie przewodniczącemu, ocena projektów aktów prawnych, udział w negocjacjach zbiorowych, negocjacjach z partnerami społecznymi oraz w negocjacjach z rządem, a także reprezentowanie członków i rad pracowniczych w sądzie.

### Praca przy Unii Europejskiej
W 2001 roku został ekspertem ÖGB w przedstawicielstwie przy Unii Europejskiej, a do jego zadań należało: reprezentowanie Austriackiej Federacji Związków Zawodowych i jej interesów na poziomie UE oraz udział w różnych organach UE i Europejskiej Konfederacji Związków Zawodowych (ETUC). W 2008 roku został szefem tegoż przedstawicielstwa. W tym okresie był również członkiem Federalnego Zarządu Austriackiej Federacji Związków Zawodowych, członkiem Komitetu Dialogu Społecznego, gdzie uczestniczył w licznych negocjacjach z europejskimi partnerami społecznymi, oraz członkiem Komitetu Doradczego UE ds. swobodnego przepływu pracowników.
Równolegle od 21 września 2009 roku był członkiem Europejskiego Komitetu Ekonomiczno-Społecznego, gdzie pełnił funkcje: członka Sekcji Zatrudnienia, Spraw Społecznych i Obywatelstwa (SOC), członka Sekcji Jednolitego Rynku, Produkcji i Konsumpcji (INT), członka prezydium EKES-u, przewodniczącego Stałej Grupy Badawczej ds. Przedsiębiorstw Ekonomii Społecznej, wiceprezesa Biura SOC oraz sprawozdawcy EKES-u zajmujący się różnymi tematami z zakresu rynków wewnętrznych i spraw społecznych i członka Federalnego Zarządu Austriackiej Federacji Związków Zawodowych (ÖGB). Od marca 2019 przewodniczący Grupy Robotniczej EKES.

## Przewodniczący EKES
26 kwietnia 2023 roku na posiedzeniu plenarnym został wybrany przewodniczącym EKES. Zastąpił na tym stanowisku Christe Schweng. W swojej kadencji zamierza skupić się przede wszystkim na aktywizacji społeczeństwa obywatelskiego Unii Europejskiej oraz promowaniu demokracji, zarówno w Unii, jak i poza nią. Jego manifest polityczny na obecną kadencję nosi tytuł „Stać na straży demokracji/występować w imieniu Europy” („Stand up for democracy/speak up for Europe”).
Posługuje się językami francuskim i angielskim. Jego językiem ojczystym jest język niemiecki.